# Cleitamoides lituratus
Cleitamoides lituratus är en tvåvingeart som först beskrevs av Walker 1861.  Cleitamoides lituratus ingår i släktet Cleitamoides och familjen bredmunsflugor.
Artens utbredningsområde är Irian Jaya. Inga underarter finns listade i Catalogue of Life.